# Thần đồng

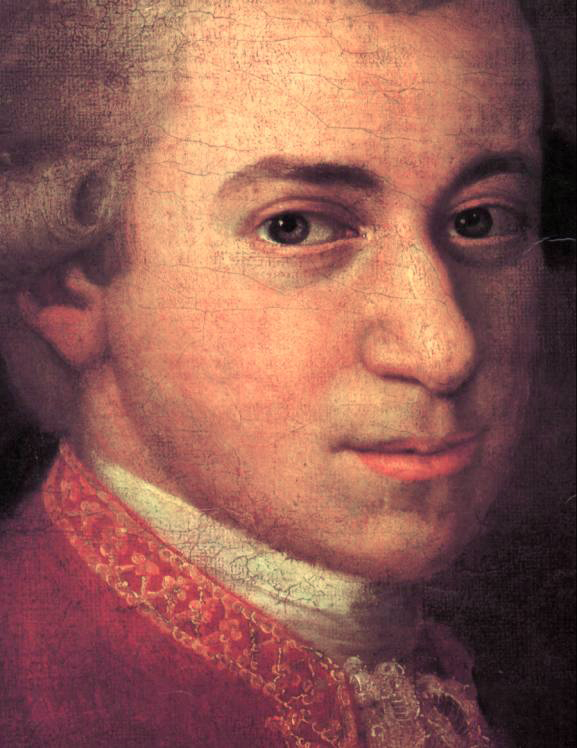
Mozart bắt đầu sáng tác nhạc từ khi lên 5 tuổi.

Thần đồng được định nghĩa trong tài liệu nghiên cứu tâm lý là một người dưới mười tuổi tạo ra kết quả có ý nghĩa trong một lĩnh vực nào đó ở cấp độ của một người chuyên nghiệp ở độ tuổi trưởng thành.
Thuật ngữ wunderkind (từ tiếng Đức: Wunderkind, nghĩa đen là "đứa trẻ kỳ diệu") đôi khi được sử dụng như một từ đồng nghĩa với thần đồng, đặc biệt là trong các miêu tả của truyền thông.  Wunderkind  cũng được dùng để công nhận những người đạt được thành công và được ca ngợi sớm trong sự nghiệp trưởng thành của họ.

## Khả năng ghi nhớ của thần đồng
Chụp Positron cắt lớp thực hiện trên một số thần đồng toán học đã gợi ý rằng họ suy nghĩ về trí nhớ làm việc dài hạn (LTWM). Bộ nhớ này, dành riêng cho một lĩnh vực chuyên môn, có khả năng lưu giữ thông tin liên quan trong thời gian dài, thường là hàng giờ. Ví dụ, những người phục vụ có kinh nghiệm được phát hiện nắm giữ đơn đặt hàng của tối đa hai mươi khách hàng trong đầu khi họ phục vụ, nhưng chỉ thực hiện tốt như một người bình thường trong nhận dạng dãy số. Chụp Positron cũng trả lời các câu hỏi về những vùng cụ thể nào của não liên kết với việc thao tác các con số.
Một lĩnh vực chưa bao giờ xuất sắc khi còn nhỏ là toán học, nhưng anh ta đã tự học các thuật toán và thủ thuật để tính toán tốc độ, trở thành khả năng tính nhẩm cực kỳ phức tạp. Bộ não của anh ta, so với sáu bộ điều khiển khác, được nghiên cứu bằng cách sử dụng chụp PET, tiết lộ các vùng não riêng biệt mà anh ta thao tác để giải quyết các vấn đề phức tạp. Một số lĩnh vực mà anh ta và có lẽ là ở cả các thần đồng sử dụng là các khu vực não bộ xử lý trí nhớ thị giác và không gian, cũng như hình ảnh não bộ trực quan. Các khu vực khác của não được đối tượng sử dụng, bao gồm cả một khu vực của não thường liên quan đến "đếm ngón tay" như trẻ con, có thể được sử dụng trong tâm trí anh ta để liên hệ các con số với vỏ não thị giác.

## Thần đồng ở Việt Nam
Tại Việt Nam chưa có thống kê chính thức về các thần đồng. Mặt khác quan niệm về "thần đồng" cũng là vấn đề có những ý kiến khác nhau. Một số đặt hy vọng vào thần đồng phát triển thành nhân tài giúp nước. Một số khác, đặc biệt là giới truyền thông thường giới thiệu thần đồng quá đà, như một show diễn kiếm tiền , thường dẫn đến áp lực cho thần đồng đến mức bị thui chột . Một bộ phận khác coi thần đồng là "đứa trẻ tài năng vượt trội" và cần được chăm sóc đúng mức thì tài năng phát triển.
Mặt khác do tài năng vượt trội phát lộ trong giai đoạn hình thành tư duy trực quan cảm tính, nên trong thời đại hiện nay thần đồng có thể phát huy và phát triển trong những lĩnh vực mà hoạt động cá nhân là chủ yếu, như văn học nghệ thuật, âm nhạc, thể thao,... và chừng mực nào đó là công nghệ thông tin. Trong các môn khoa học tự nhiên và kinh tế hiện nay, các hoạt động mang tính cộng đồng và đòi hỏi lối "tư duy tập thể kiểu mới", nên chưa thấy thần đồng nào nhập cuộc được.

### Trong lịch sử
Những thần đồng được thừa nhận rộng rãi trong lịch sử.
- Nguyễn Hiền (1234-1256) đỗ trạng nguyên khi 13 tuổi, quê làng Dương A huyện Thượng Hiền phủ Thiên Trường, nay là xã Nam Thắng huyện Nam Trực tỉnh Nam Định.[9]
- Đào Sư Tích (1348-1396) đỗ trạng nguyên khoa Giáp Dần (1374), quê làng Cổ Lễ, huyện Nam Chân (sau đổi là huyện Trực Ninh), phủ Thiên Trường, nay thuộc tỉnh Nam Định.[8][10]
- Nhà thơ Trần Đăng Khoa, sinh năm 1958, lên 8 tuổi đã có thơ được đăng báo, quê làng Trực Trì xã Quốc Tuấn huyện Nam Sách tỉnh Hải Dương.[11]
- Đặng Thái Sơn, sinh năm 1958 tại Hà Nội, hiện là công dân Canada, năm 16 tuối được nhạc sĩ dương cầm Isaac Katz phát hiện, được nhận vào học tại Nhạc viện Quốc gia Tchaikovsky ở Moskva và trở thành nghệ sĩ dương cầm nổi tiếng thế giới.[12]

### Đương đại
Danh sách chưa là thừa nhận rộng rãi.
- Nguyễn Ngọc Trường Sơn, sinh năm 1990, kiện tướng cờ vua lúc gần 15 tuổi, quê thành phố Rạch Giá, Kiên Giang.[13]
- Đỗ Nhật Nam [14]
- Nguyễn Dương Kim Hảo [14]
- Nguyễn Bình [14]
- Phan Thiên Bạch Anh, sinh năm 2000, hiện tượng của làng âm nhạc Việt [14]